# Nikolaus Szécsen von Temerin
Nikolaus Szécsen von Temerin (Temerin, 26 novembre 1857 – Táplánszentkereszt, 18 maggio 1926) è stato un diplomatico e politico austro-ungarico.

## Biografia
Nato a Temerin, in Ungheria, il 26 novembre 1857, il conte Nikolaus Szecsen von Temerin era membro della nobiltà ungherese, figlio del conte Anton Szécsen von Temerin (1819–1896), già ministro austriaco. Nel 1896, sposò la contessa ungherese Johanna Mikes von Zabola (1866–1930) a Vienna.
Il conte Szécsen entrò nel ministero degli esteri austriaco e operò con la legazione imperiale presso la Santa Sede. Nel novembre del 1895, venne nominato capo della seconda sezione del ministero degli esteri austriaco a Vienna e venne promosso capo della prima sezione nel gennaio del 1900. Su insistenza del conte István Tisza, venne nominato ambasciatore imperiale presso la Santa Sede nel novembre del 1901, malgrado mancasse evidentemente della necessaria esperienza a condurre una sede tanto prestigiosa quanto delicata dal momento che l'impero austro-ungarico stava all'epoca cercando di inserirsi tra le controversie sorte tra il pontefice e il neonato stato italiano.
Il conte Szécsen, considerato comunque un abile diplomatico con "una solida e pratica mente e una notevole capacità di lavorare con la diplomazia", rifiutò ad ogni modo di succedere al conte Alois Lexa von Aehrenthal nel ruolo di ambasciatore imperiale a San Pietroburgo nel 1906. Nel 1908 ottenne il prestigioso ordine del Toson d'oro.
All'inizio di gennaio del 1911, il conte Szécsen venne nominato ambasciatore in Francia, una delle sedi che erano all'epoca considerate più prestigiose, presentando le proprie credenziali al presidente francese il 21 marzo di quell'anno. Nel suo nuovo ruolo di ambasciatore in Francia, giocò un ruolo chiave durante la crisi di luglio del 1914. Tornato a Vienna, divenne membro della Camera dei Signori austriaca nel 1916 e prestò servizio come Hofmarschall in Ungheria dal 1916 al 1918.
Il conte Szécsen morì a Táplánszentkereszt il 18 maggio 1926.